# Canal Cayuga-Seneca
O Canal Cayuga-Seneca é um canal no estado de Nova Iorque, nos Estados Unidos. Faz parte agora do Sistema de Canais do Estado de Nova Iorque.
O Canal Cayuga-Seneca conecta o canal de Erie ao lago Cayuga e ao lago Seneca. Tem aproximadamente 20 milhas de comprimento.

## Comportas
São as seguintes as comportas atualmente existentes, de leste para oeste:
| Comporta n.° | Localização  | Elevador |
| ------------ | ------------ | -------- |
| CS1          | Cayuga       | n/d      |
| CS2          | Seneca Falls | n/d      |
| CS3          | Seneca Falls | n/d      |
| CS4          | Waterloo     | n/d      |